# 松田静子
松田 静子（まつだ しずこ、1940年（昭和15年） - ）は、日本の著作家、詩人。山形県鶴岡市出身。鶴岡藤沢周平文学愛好会顧問、元高等学校教諭、藤沢周平文学研究家として知られる。

## 略歴
1940年（昭和15年）、山形県鶴岡市に生まれる。1963年（昭和38年）、東京教育大学（現・筑波大学）文学部卒業。山形県立高等学校の国語教師となる。1980年（昭和55年）頃から藤沢周平作品に関する文章を書き始める。2000年（平成12年）、『藤沢周平の魅力』により、第30回らくがき文学賞と、第43回高山樗牛賞を受賞する。2001年（平成13年）、高等学校教諭を定年退職。2006年（平成18年）、第24回NHKふるさと賞を受賞する。

## 受賞歴
- 第30回らくがき文学賞
- 第43回高山樗牛賞
- 第24回NHKふるさと賞

## 著作

### 著書
- 『橋に』 1986年 自費出版
- 『旧都の泪』 1998年 火立木詩の会
- 『藤沢周平の魅力』 2000年 荘内日報社
- 『藤沢周平の眼差し - 海坂藩に生きる人びと - 』 2006年 荘内日報社

### 共著
- 『海坂藩　遙かなり - 藤沢周平こころの故郷 - 』 2007年 三修社 ISBN 978-4-384-03892-7